# Albert Toulet
Pour les articles homonymes, voir Toulet (homonymie).

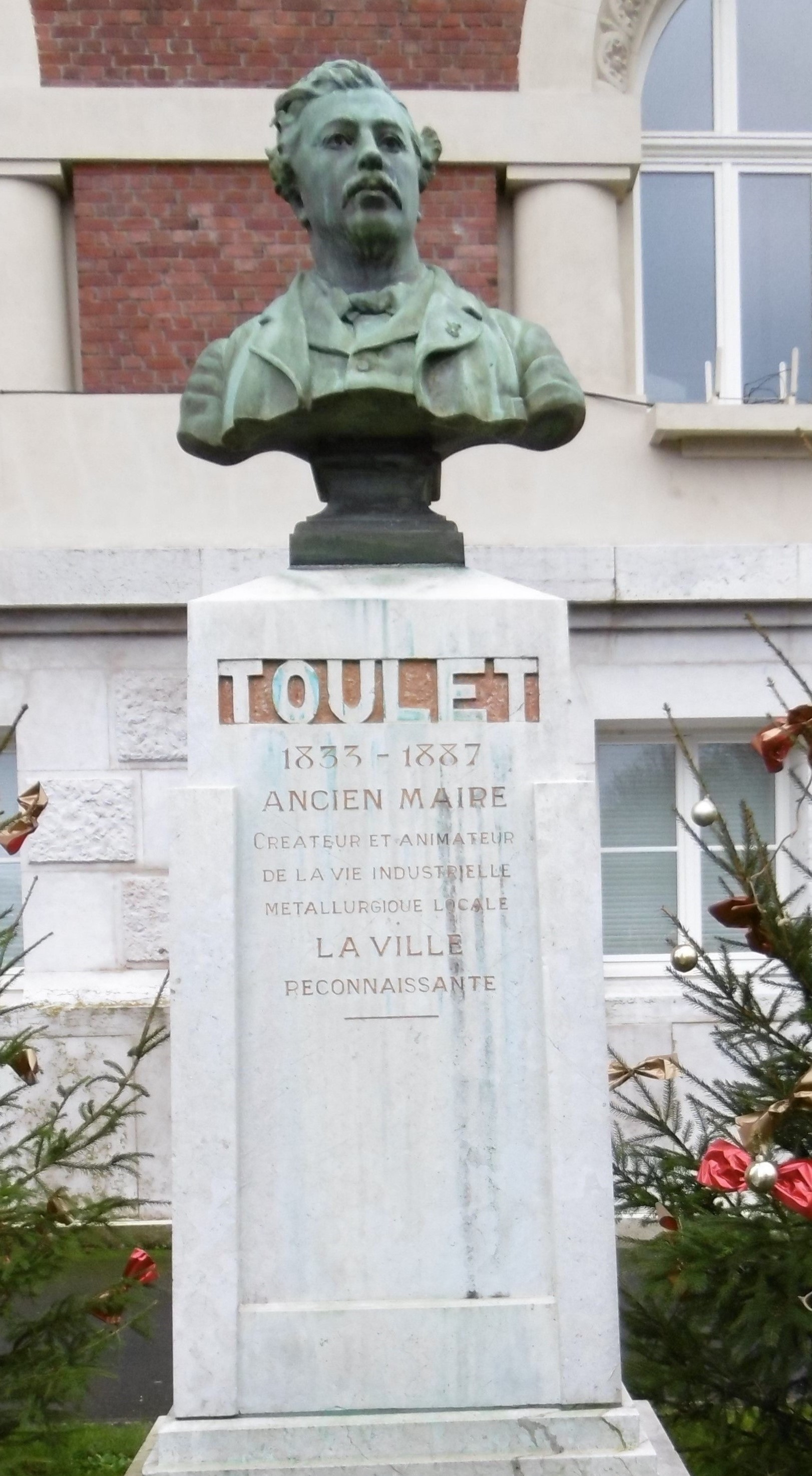

Albert Désiré Toulet, est un ingénieur et industriel picard, né le 12 octobre 1833 et mort le 24 septembre 1887 à Albert, dans la Somme. Il est considéré comme le fondateur de l'industrie métallurgique de la ville, qu'il développe par essaimage, incitant ses meilleurs collaborateurs à y créer de nouveaux ateliers. Il est maire d'Albert de 1883 à 1887.
Il épouse Louise, Adèle Beauval (1835-1890) à Albert le 19 décembre 1855.
Son frère, Alfred Toulet (1839-1905), également né à Albert, fut élu successivement conseiller d'arrondissement d'Albert puis député de Péronne.

## Industriel au service du développement d'Albert
Fils de Michel, Albert Toulet (1806-1880), charpentier de moulins à Albert, et de Catherine, Félicité Pernaut (1809-1870), il sera ouvrier, artisan, mécanicien, constructeur, ingénieur, entrepreneur et industriel.
En 1860, il fonde son premier établissement métallurgique à Albert, auquel il ajoute une fonderie en 1864 et une chaudronnerie en 1865. En 1887, sur les 1000 personnes employées dans les 12 ateliers albertins, Toulet est le plus important (300 personnes) et 6 autres ateliers sont dirigés par des anciens collaborateurs d'Albert Toulet.
Louis Deberly rapporte que les 20 et 21 décembre 1870, aidé de ses 300 ouvriers, Albert Toulet fut chargé de détruire les ponts de Sailly-Laurette sur la Somme entre Péronne et Amiens, lors de la bataille de l'Hallue.
Parallèlement au développement de l'activité industrielle et à la croissance de la population d'Albert, Albert Toulet contribue au développement urbain. De nouveaux quartiers sont créés pour accueillir les familles avec la création de maisons et jardins ouvriers au centre de la ville. Le "quartier Toulet" comprenait l'extrémité de la rue des Illieux et de la rue de Bapaume.
En 1878, il est chargé par l'administration des Ponts et Chaussées de la réalisation de ponts tournants, de portes d'écluses. Le gouvernement lui confie la reconstruction des moteurs, barrage et ateliers de l'arsenal de la Fère. C'est à lui et à l'ingénieur Alphonse Sagebien que la ville de Paris s'adresse pour construire les usines de Malay-le-Petit et de Chigy qui élevaient les eaux de la Vanne pour les transporter par gravité jusqu'à Paris.
Il est décoré, dans son atelier, de l'insigne de chevalier de la Légion d'Honneur, le 21 janvier 1883 à l'occasion d'une cérémonie festive qui anime sa ville natale. Le décret du 29 décembre 1882 paru au Journal Officiel mentionne sa "Courageuse conduite pendant la guerre de 1870-71. Plus de vingt ans de services publics et gratuits".
Conseiller municipal pendant 25 ans, administrateur de l'hospice, capitaine des pompiers, il devient maire d'Albert le 6 mars 1883 et le sera jusqu'à sa mort en septembre 1887, il sera également conseiller général de la Somme. Pendant son mandat, l'église de la commune étant devenue trop petite pour la population d'Albert, il soutient le projet de construction de la basilique Notre-Dame-de-Brebières.
Après sa mort, ses ateliers sont repris par l'industriel parisien Abel Pifre qui les oriente vers la construction de grues et d'appareils de levage. Ils seront détruits pendant la Grande guerre.
Un buste en bronze d'Albert Toulet est placé l'année suivant sa mort dans le Grand Jardin de la ville d'Albert. Il sera livré à la fonte à la fin de 1941,. Une copie de ce buste sera installée le 1er août 1932 devant l'hôtel de ville d'Albert, aux côtés de celui d'Emile Leturcq, maire de la commune pendant la reconstruction de la ville qui suit la Première guerre mondiale.

## Distinctions
- Chevalier de la Légion d'honneur (1882)